# Penk (Nittendorf)
Penk este o localitate ce aparține de Nittendorf din districtul Regensburg, Bavaria, Germania. Localitatea este pentru prima oară amintită în anul 1285. Biserica St. Leonhard din localitate a fost clădită în stil romanic între anii  1200 și 1250. Până în anul 1321 aparține biserica de castelul Löwenegg, iar mai târziu de mănăstirea Pielenhofen. Cetatea Löwenegg a fost clădită între anii 1312 și 1316 iar  Ludovic Bavarezul a dat ordin să fie distrusă, datorită jafurilor repetate ale cavalerilor din cetate. După spusele din popor mai târziu ruinele devin bârlogul tâlharilor. Azi Penk a devenit un loc un loc de excursie pentru locuitorii orașului Regensburg.